# 246 Budowlany Batalion Pionierów
246 Budowlany Batalion Pionierów (niem. Baupionier-Bataillon 246)  –  oddział wojskowy Wehrmachtu podczas II wojny światowej.
Oddział został sformowany 26 sierpnia 1939 r. jako 246 Batalion Roboczy. W jego skład weszły pododdziały złożone z członków Służby Pracy Rzeszy (RAD). Po pokonaniu przez wojska niemieckie Belgii, Holandii i Francji w poł. 1940 r., batalion przeniesiono do północnej Francji. Podlegał 16 Armii. Do jego zadań należało prowadzenie prac budowlanych o charakterze militarnym. Jesienią 1941 r. trafił na okupowaną południową Ukrainę, wchodząc w skład Grupy Armii "Południe". Na pocz. 1942 r. batalion przekształcono w oddział bojowy, ale trwało to tylko do kwietnia tego roku. Latem podporządkowano go 4 Armii Pancernej. 19 sierpnia 1943 r. oddział został przemianowany na Baupionier-Bataillon 246. Zasilili go żołnierze rozformowanego w połowie grudnia 1942 r. 452 Turkiestańskiego batalionu piechoty. W sierpniu 1944 r. oddział został rozwiązany.